# Psalmopoeus ecclesiasticus
Psalmopoeus ecclesiasticus ist eine baumbewohnende Vogelspinnenrt aus Ecuador. Sie wurde 1903 durch Reginald Innes Pocock beschrieben. Der Holotyp stammt aus der Gegend um den Rio Sapayo Grande in der Provinz Esmeraldas. Der Artname nimmt möglicherweise Bezug auf das Buch Jesus Sirach oder er ist eine Anspielung auf den Gattungsnamen Psalmopoeus. Dieser bedeutet im Deutschen „Psalmendichter“. Die Spinne heißt wörtlich übersetzt „kirchlicher Psalmendichter“. Über die Lebensweise der Art ist wenig bekannt. Es gibt außer der Erstbeschreibung nur noch eine weitere wissenschaftliche Erwähnung 2006.

## Merkmale
Das Männchen wird etwa 3,5 Zentimeter lang (von den Beißklauen bis zu den Spinnwarzen). Der Carapax des Männchens ist ein wenig länger als breit. Die Länge entspricht etwa derjenigen der Tibia des zweiten Laufbeinpaares oder etwa der Hälfte der Länge der Taster. Die Stridulationsorgane auf den Maxillen (Gnathocoxen) bestehen aus ungefähr zwölf dickeren, dunklen Dornen, die nur wenig von den oralen Fransen entfernt liegen. Als Gegenstück sind auf der inneren Saumseite der Beißklauen einige wenige kräftige, borstenartige Dornen. Auf dem Carapax befindet sich eine dichte, oliv-gelbe Behaarung mit einem seidenartigen Glanz. Eine ähnliche Behaarung findet sich auf der Oberseite der basal liegenden Glieder der Laufbeine und Taster wie auch auf den Spitzen der Beißklauen. Die vorherrschende Färbung der Extremitäten ist Mausbraun. Die Laufbeine haben dicke Fransen. Die Oberseite des Opisthosomas hat eine graue Färbung mit längeren, abstehenden, dunkelbraunen Borsten. Die Unterseite ist samtschwarz bis rußig gefärbt. Die Scopulae sind olivgrau.
Das Weibchen wird größer als das Männchen und erreicht eine Körperlänge von ungefähr vier Zentimeter. Es ist im Vergleich zum Männchen kräftiger und robuster gebaut. Die Glieder der Laufbeine sind kürzer als beim Männchen.
Individuen beider Geschlechter lassen sich von der verwandten Art Psalmopoeus cambridgei durch die Stridulationsborsten auf den Tastern unterscheiden. Die Dornen von P. ecclesiasticus sitzen nahe am Saum, sind kurz und nur ungefähr zwölf in der Anzahl. P. cambridgei besitzt einige Dornen mehr und sie sind länger und in gebogenen Linien deutlich vom Saum entfernt angeordnet. Das Männchen von P. ecclesiasticus hat längere Beine und die Bulben sind weniger kugelförmig und der Embolus ist einiges länger als derjenige der Männchen der verwandten Art. Das Männchen von P. cambridgei hat dagegen einen längeren Carapax.